# Wapen van Laarne

Het wapen van Laarne

Het wapen van Laarne werd op 8 juli 1986 per ministerieel besluit aangenomen als wapen van de Oost-Vlaamse gemeente Laarne. De vlag van de gemeente is gelijk aan het wapen.

## Blazoenering
De blazoenering van het wapen luidt als volgt:
In goud omboord van sabel, een leeuw van keel. Het schild getopt met een baronnenmuts van de Oostenrijkse Nederlanden en gehouden door twee leeuwen van goud.
Het schild is goud van kleur met daaromheen een zwarte schildzoom, het schild is beladen met een rode, staande leeuw. Op het schild staat een oude, rode baronnenkroon of baronnenmuts. Aan weerszijden staat een gouden leeuw als schildhouder.